# Paperino: Operazione Papero?!
Paperino: Operazione Papero?! (Donald Duck: Quack Attack?! in Europa e Donald Duck: Goin' Quackers in America) è un videogioco a piattaforme sviluppato e pubblicato da Ubisoft nel 2000 per Game Boy Color, PlayStation, Windows, Nintendo 64, Dreamcast, PlayStation 2, Game Boy Advance e GameCube. Ogni versione possiede alcune differenze.

## Trama
Paperino e Gastone sono a casa di Archimede per vedere in diretta il primo servizio di Paperina come inviata speciale per il notiziario. Quest'ultima è riuscita ad infiltrarsi nel tempio del malvagio stregone Merlock (l'antagonista del film Zio Paperone alla ricerca della lampada perduta, sopravvissuto alla caduta dal cielo grazie alla sua immortalità) per carpire i suoi piani diabolici, venendo purtroppo scoperta e imprigionata. Paperino, in competizione con Gastone, si attiva immediatamente per salvare la sua fidanzata servendosi dell'ultima invenzione di Archimede, una sorta di porta spazio-temporale che però necessita di una certa quantità di energia per arrivare al tempio di Merlock, energia che il papero protagonista dovrà recuperare attraversando diverse ambientazioni e affrontando i suoi storici nemici.

## Modalità di gioco
Il videogioco è molto simile a Crash Bandicoot 3: Warped. Per accedere ad un'area bisogna salire sulle pedane di teletrasporto nel laboratorio di Archimede e selezionare un livello. In ogni ambientazione bisogna poi raccogliere i giocattoli dei nipotini Qui, Quo e Qua, nascosti e resi intoccabili dai potenti libri incantati di Merlock, i quali devono essere colpiti per disattivarne temporaneamente la magia e recuperare gli oggetti entro una massima quantità di tempo stabilito. Requisito essenziale per il completamento di una zona è raccogliere i vari pezzi della piattaforma raffigurante il boss dell'area in cui ci si trova. Assemblati tutti i pezzi della piattaforma, Paperino può affrontare il boss e passare alla zona successiva. In ogni livello è inoltre possibile collezionare delle stelle sparse lungo il percorso, dal colore e dal valore diverso. Raccolti tutti i giocattoli, i quattro livelli principali possono essere riaffrontati con una sfida a tempo in cui bisogna battere il record di Gastone, l'equivalente delle sfide delle reliquie di Crash Bandicoot.
Il giocatore ha inizialmente cinque vite a disposizione e Paperino può essere colpito un massimo di due volte: il primo colpo lo farà semplicemente infuriare, permettendogli però di concentrare per breve tempo una scarica di pugni sui nemici circostanti, mentre il secondo gli toglie una vita. Delle vite extra si possono ottenere raccogliendo delle icone con il volto di Paperino o totalizzando cento stelle. Un altro potenziamento è rappresentato dal frullato, il quale ha la capacità di curare il papero dopo il primo colpo ricevuto e renderlo temporaneamente invincibile.

## Livelli
Nel gioco vi sono quattro aree: il Monte Papero, Paperopoli, il maniero di Amelia e il tempio di Merlock. Ogni zona conta sei livelli: 
• quattro regolari, di cui due a scorrimento e due tridimensionali;
• il livello di inseguimento, sbloccabile recuperando tutti i giocattoli dei nipotini nella zona in cui ci si trova. In questi, Paperino dovrà fuggire da una diversa minaccia ogni volta e, se viene raggiunto, l'inseguitore lo scaglierà subito contro lo schermo, facendogli così perdere una vita;
• il livello boss.

### Monte Papero
- Il limitare della foresta (Forest Edge): tridimensionale
- La scogliera della paura (Dangerous Cliff): scorrimento
- Il sentiero (The Track): scorrimento
- La gola (The Gorge): tridimensionale

Livello inseguimento: Il sentiero degli orsi (Bear's Path)
Giocattoli da recuperare: orsetti di peluche
Boss: Bernadette
Inseguitore: Humphrey Bear

### Paperopoli
- First Avenue (First Avenue)[11]: tridimensionale
- I grattacieli della città (Urban High-Rises)[11]: scorrimento
- I tetti I (Roof Tops): scorrimento
- I tetti II (The Roofs): tridimensionale

Livello inseguimento: Main Street (Main Street)
Giocattoli da recuperare: trenini
Boss: Bassotto
Inseguitore: Camion dei Bassotti

### Maniero di Amelia
- L'atrio dei fantasmi (Haunted Hall)[11]: tridimensionale
- Il sentiero spettrale (Ghostly Path): scorrimento
- Il corridoio dei brividi (Creepy Corridor)[11]: scorrimento
- Il vicolo dei misteri (Earie Alley): tridimensionale

Livello inseguimento: Il clandestino (Under'Hand'Ed)
Giocattoli da recuperare: pistole ad acqua
Boss: Amelia
Inseguitore: Mano gigante stregata

### Tempio di Merlock
- L'entrata del tempio (Temple's Entrance): tridimensionale
- L'antico destino (Ancient Fate): scorrimento
- L'antro tenebroso (Murky Way): scorrimento
- Il cammino degli oggetti (Artifact Way): tridimensionale

Livello inseguimento: Il vicolo principale (Head Alley)
Giocattoli da recuperare: aeroplanini
Boss: Merlock
Inseguitore: Testa di una statua

## Personaggi
- Paperino: è il protagonista del gioco.
- Paperina: la fidanzata di Paperino, prigioniera del perfido stregone Merlock.
- Gastone: il vanitoso cugino di Paperino, disposto a tutto pur di trionfare su di lui.
- Archimede: il saggio scienziato.
- Qui, Quo e Qua: i tre nipotini, tristi perché Merlock ha incantato i loro giocattoli, rendendoli intoccabili.
- Bernadette: il boss della prima area, una gallina gigante. Per sconfiggerla, bisogna saltarle in testa approfittando dei suoi momenti di stordimento.
- Bassotto: il boss della seconda area, uno dei fratelli della Banda Bassotti. Per sconfiggerlo, bisogna colpirlo alle spalle ogni volta che si gira per controllare il guasto alla gru che manovra.
- Amelia: il boss della terza area, la malvagia fattucchiera a cavallo della sua scopa volante. Per sconfiggerla, bisogna lanciarle tre volte contro una bomba dalle sembianze di un teschio.
- Merlock: il boss della quarta e ultima area, un perfido mago che ha rapito Paperina. Per sconfiggerlo, bisogna attivare dei generatori di corrente e, una volta paralizzato, mirare i colpi al talismano che indossa al petto, la fonte dei suoi poteri.

## Sviluppo
Il gioco è stato sviluppato nel 2000 da Ubi Soft Montreal in collaborazione con Disney Interactive ed è dedicato alla memoria di Carl Barks, il fumettista storico della Disney morto nello stesso anno.
La colonna sonora delle versioni PS1, PS2 e Gamecube è stata composta da Shawn K. Clement, mentre le musiche delle versioni Game Boy Color, N64, PC e Dreamcast sono state realizzate da Daniel Masson.

## Versioni

### Versione demo (1999)
Una versione demo di Paperino, conosciuta anche come Donald Duck Demo o semplicemente Demo di Paperino, venne pubblicata alcuni mesi prima dell'edizione finale e distribuita tra il 2000 e il 2002 in Europa e America. Il videogame presenta le stesse modalità di gioco e il motore grafico del suo successore. A parte qualche dettaglio, la differenza sostanziale è che solo 4 livelli sono disponibili (due di Paperopoli e due del maniero di Amelia), da cui bisogna recuperare i tre giocattoli dei nipotini Qui, Quo e Qua e la piattaforma per il boss, quest'ultimo del tutto assente.
In Italia la demo è stata inizialmente distribuita in omaggio alla rivista Panorama durante il 2000, in coppia a un filmato de Il libro della giungla. Tra il 2001 e il 2002, la Motta ha allegato il videogioco alle confezioni di gelati e merendine dell'azienda, servendosi di un CD-ROM in edizione speciale contenente due giochi, da una parte Paperino, dall'altra un minigioco di Topolino salva guai (Eroe dei panini, Tronchi di collegamento o Traffico Caotico). In America la demo è stata distribuita insieme a riviste o altri articoli legati a Paperino e alla Disney. In seguito è stata ritirata con l'uscita della versione completa.

### Prima distribuzione (2000)
Sviluppata per Game Boy Color, PlayStation, Nintendo 64, Dreamcast e Windows 95 e 98. Mentre quella per Game Boy Color potrebbe essere considerata un gioco a parte, le versioni Dreamcast e Windows sono identiche; quest'ultima funziona con i sistemi operativi Windows 95/98 e Linux (con Wine). L'edizione Nintendo 64 differisce dalla classica per la colonna sonora e per la mancanza dei filmati in FMV. La versione PlayStation possiede invece qualche power-up in più e nuove musiche.

### Seconda distribuzione (2001)
Sviluppata per GameCube e PlayStation 2, questa seconda versione presenta livelli molto diversi e la colonna sonora dell'edizione per PlayStation. Le stelle sono sostituite dagli ingranaggi, e un livello in ogni area viene trasferito in un'altra parte e diventa un livello speciale al buio, noti come I preferiti dai nipotini. Se Paperino raccoglie cinque ingranaggi entro un secondo, apparirà una lettera della parola SPECIAL, e se è completa alla fine di un livello, Qui, Quo e Qua gli forniranno delle combinazioni di tasti per le Super mosse: tramite un tasto, il giocatore può fermare la caduta di Paperino dopo aver sconfitto con un salto tre o più nemici consecutivi, e poi dovrà digitare entro tre secondi una combinazione di tasti di una delle Super mosse sbloccate per usarle. Quando saranno eseguite con successo, Paperino sarà invincibile per alcuni secondi e gli ingranaggi avranno un valore maggiore che cambierà in base al numero di nemici sconfitti consecutivi, ma questo può essere fatto solo se Paperino è di buon umore. In questo caso, i pacchi regalo viola riveleranno del succo d'arancia, grazie al quale può distruggere tronchi e ostacoli che bloccano dei passaggi segreti per recuperare dei fili d'oro, che a ogni dieci raccolti sbloccano un nuovo abito, mentre il frullato appare solo se Paperino è di cattivo umore. Checker, il checkpoint nelle altre versioni di gioco, viene sostituito da un piccolo drone. Alla fine del livello, si ottengono dei bonus di punti in base ai nemici sconfitti, le Super mosse usate, e il tempo rimasto, dato che si deve completare il livello entro il limite di tempo. Oltre alle sfide a tempo di Gastone per ottenere un nichelino, dopo aver ottenuto tutte le Super mosse di un mondo, è possibile fare una sfida dei nipotini per ottenere una moneta speciale, dove Paperino dovrà usare le due Super mosse mostrate e completare il livello.

### Terza distribuzione (2007)
Nel 2007 la versione per PC, fino a quel momento destinata ai soli sistemi operativi Windows 95 e 98, viene aggiornata e distribuita anche con compatibilità a XP. Nessuna modifica alla grafica o al funzionamento del gioco.

### Donald Duck Advance
Donald Duck Advance è una riedizione del gioco originale per Game Boy Advance. Questa versione è stata sviluppata da Ubisoft Shanghai, responsabile dello sviluppo della versione PS1. È stato pubblicato nel 2001 (15 novembre in Nord America e 16 novembre nella regione PAL).
Donald Duck Advance abbandona i segmenti 3D originali per un approccio 2D completo al gioco, non diversamente dal gioco Rayman originale di Ubisoft.

## Accoglienza
| Testata                            | Versione | Giudizio |
| ---------------------------------- | -------- | -------- |
| GameRankings (media al 30-01-2020) | PS       | 70,89%   |
| GameRankings (media al 30-01-2020) | N64      | 70,29%   |
| GameRankings (media al 30-01-2020) | DC       | 70,20%   |
| GameRankings (media al 30-01-2020) | GBA      | 68,33%   |
| GameRankings (media al 30-01-2020) | PS2      | 65,48%   |
| GameRankings (media al 30-01-2020) | PC       | 62%      |
| GameRankings (media al 30-01-2020) | GC       | 55,58%   |
| Metacritic (media al 30-01-2020)   | PS       | 65/100   |
| Metacritic (media al 30-01-2020)   | N64      | 65/100   |
| Metacritic (media al 30-01-2020)   | DC       | 71/100   |
| Metacritic (media al 30-01-2020)   | PS2      | 73/100   |
| Metacritic (media al 30-01-2020)   | GC       | 61/100   |
| AllGame                            | DC       | 2,5/5    |
| AllGame                            | GBA      | 3/5      |
| AllGame                            | PS2      | 3,5/5    |
| EGM                                | N64      | 6,5/10   |
| EGM                                | DC       | 5,5/10   |
| EGM                                | GBA      | 8/10     |
| EGM                                | PS2      | 6,5/10   |
| Famitsū                            | GBA      | 30/40    |
| Game Informer                      | N64      | 7,5/10   |
| Game Informer                      | GBA      | 7,5/10   |
| Game Informer                      | PS2      | 7,5/10   |
| Game Informer                      | PC       | 7/10     |
| Game Informer                      | GC       | 7/10     |
| GameSpot                           | PS       | 5,9/10   |
| GameSpot                           | DC       | 5,5/10   |
| GameSpot                           | PS2      | 6/10     |
| GameSpot                           | GC       | 6,2/10   |
| GameSpy                            | GC       | 68%      |
| GameZone                           | PC       | 9/10     |
| GameZone                           | GC       | 6,2/10   |
| IGN                                | PS       | 7/10     |
| IGN                                | N64      | 6,4/10   |
| IGN                                | DC       | 7,2/10   |
| IGN                                | GBA      | 8/10     |
| IGN                                | PS2      | 7/10     |
| IGN                                | GC       | 5,2/10   |
| Nintendo Power                     | N64      | 7,7/10   |
| Nintendo Power                     | GBA      | 3,5/5    |
| Nintendo Power                     | GC       | 3/5      |
| Official PlayStation Magazine (US) | PS       | 3/5      |
| Official PlayStation Magazine (US) | PS2      | 3/5      |
| Play Generation                    | PS2      | 84/100   |
| SpazioGames                        | PS2      | 6,5/10   |

Paperino: Operazione Papero?! ha ricevuto un'accoglienza mista-positiva. Jon Thompson della Allgame ha definito la versione PlayStation 2 "un gioco facile e competente, che vi da ben poco fastidio in quanto molto divertente."
Gerald Villoria della GameSpot ha lodato la musica della versione Nintendo GameCube, dandole una qualità solida con melodie "intonate" e "allegre", ma ne ha criticato la longevità.
Craig Harris della IGN ha lodato la grafica della versione Game Boy Color, citando i modelli e movimenti dei personaggi "stupefacenti" e gli sfondi "bellissimi", ma è anche rimasto deluso dalla lunghezza del gioco.
Villoria ne ha anche recensito la versione Dreamcast; ne ha ritenuto le sequenze in computer grafica "grandiose", e le animazioni dei personaggi "fluide" e "senza problemi", oltre che a commentare che i design dei livelli erano molto più interessanti che nelle versioni PlayStation e Nintendo 64. Sebbene Villoria ha ritenuto le versioni Dreamcast e PlayStation molto simili, ha considerato la versione Dreamcast sofferente in termini di gameplay dato che non conteneva mosse speciali.
Cory D. Lewis della IGN ne ha recensito la versione Nintendo 64, commentando che il gioco è meglio adatto a giocatori più piccoli, e annoierebbe giocatori più grandi. Ha anche citato che nonostante la versione Nintendo 64 riutilizzasse il motore ottimizzato di Rayman 2, le visuali in Paperino: Operazione Papero?! non potevano confrontarsi con lo stesso livello di qualità concesso dal motore l'anno prima. Ad ogni modo, ne ha lodato le animazioni e gli oggetti a cartoni animati "a colori lucenti".
La versione PlayStation è stata recensita anche da Adam Cleveland della IGN, he lo ha definito "molto divertente". Ha commentato che i boss erano creativi e divertenti, ma erano estremamente semplici e davano ben poca sfida. Riassumendo la recensione, ha dichiarato "Sebbene il gioco finisca in fretta e facilmente, ha tutti i pezzi a posto."
La rivista Play Generation ha dato alla versione per PlayStation 2 un punteggio di 84/100, trovandolo un titolo ispirato a Crash Bandicoot che costituiva quanto di meglio un bambino potesse trovare sulla console.